# Scopula juncta
Scopula juncta är en fjärilsart som beskrevs av Barend J. Lempke 1949. Scopula juncta ingår i släktet Scopula och familjen mätare. Inga underarter finns listade.